# Joaquima Júdez i Fageda
Joaquima Júdez i Fageda (Sant Quirze de Besora, 1934) és una psiquiatra i pediatra catalana.
El 1967 va fundar el Centre de Medicina Preventiva Escolar de Sabadell, que va dirigir fins al 1977 així com el Centre d'Estimulació Precoç, que atén nens de fins a sis anys amb problemes de retard mental. És un dels centre pioners a Catalunya. Ha combinat el pensament científic amb una capacitat organitzativa que van redundar en moltes iniciatives per a persones disminuïdes, com ara la integració d'infants amb deficiència mental en les escoles.
De 2001 a 2013 va ser presidenta de l'Associació pro Disminuïts Psíquics de Sabadell i Comarca, que el 2008 es va convertir en la fundació Atendis i en romàn presidenta d'honor. És membre activa de la Fundació Catalana Tutelar de Discapacitats Mentals a Barcelona, assessora del Consell Professional de la Corporació Sanitària Parc Taulí de Sabadell. Va ensenyar Psicopatologia Infantil i Juvenil com a professora associada a la Universitat Autònoma de Barcelona de 1990 a 1991 i a la Universitat Ramon Llull de 2001 a 2016.
| «                                      | És una activista social en l'àmbit de la salut mental. Quan en aquest país i en aquesta ciutat [Sabadell] ningú es plantejava res a nivell mental, ella sí que ho feia. | » |
| — Juli Fernández, 2017, Ràdio Sabadell | |   |

## Reconeixement
El 2008 va rebre la Creu de Sant Jordi.